# Takydromus
Takydromus – rodzaj jaszczurek z rodziny jaszczurkowatych (Lacertidae).

## Zasięg występowania
Rodzaj obejmuje gatunki występujące we wschodniej i południowo-wschodniej Azji. 

## Systematyka

### Etymologia
Takydromus: gr. ταχυδρομος takhudromos „szybko biegnący”, od ταχυς takhus „szybki”; δρομος dromos „bieganie”, od τρεχω trekhō „biegać”.

### Podział systematyczny
Do rodzaju należą następujące gatunki: 

- Takydromus albomaculosus Wang, Gong, Liu & Wang, 2017
- Takydromus amurensis Peters, 1881
- Takydromus dorsalis Stejneger, 1904
- Takydromus formosanus Boulenger, 1894
- Takydromus guilinensis Guo, Hu, Chen, Zhong & Ji, 2024
- Takydromus hani Chou, Truong & Pauwels, 2001
- Takydromus haughtonianus Jerdon, 1870
- Takydromus hsuehshanensis Lin & Cheng, 1981
- Takydromus intermedius Stejneger, 1924
- Takydromus khasiensis Boulenger, 1917
- Takydromus kuehnei Van Denburgh, 1909
- Takydromus luyeanus Lue & Lin, 2008
- Takydromus madaensis Bobrov, 2013
- Takydromus sauteri Van Denburgh, 1909
- Takydromus septentrionalis Günther, 1864
- Takydromus sexlineatus Daudin, 1802 – jaszczurka długoogonowa
- Takydromus sikkimensis Günther, 1888
- Takydromus smaragdinus Boulenger, 1887
- Takydromus stejnegeri Van Denburgh, 1912
- Takydromus sylvaticus (Pope, 1928)
- Takydromus tachydromoides (Schlegel, 1838)
- Takydromus toyamai Takeda & Ota, 1996
- Takydromus viridipunctatus Lue & Lin, 2008
- Takydromus wolteri Fischer, 1885
- Takydromus yunkaiensis Wang, Lyu & Wang, 2019